# Ceranisus hoddlei
Ceranisus hoddlei är en stekelart som beskrevs av Triapitsyn och Morse 2005. Ceranisus hoddlei ingår i släktet Ceranisus och familjen finglanssteklar.
Artens utbredningsområde är:
- Costa Rica.
- Honduras.
- Venezuela.

Inga underarter finns listade.